# Quartiersmanagement
Quartiersmanagement oder Stadtteilmanagement ist ein staatliches Verfahren zur sozialen Stabilisierung von Stadtteilen. Es kommt nicht nur, aber vor allem im Förderprogramm Soziale Stadt zum Einsatz. Ziel ist eine vermittelnde Rolle zwischen Quartier und Verwaltung (vertikal) und zwischen bestehenden Quartierseinrichtungen (horizontal). Aufgabe aller unterschiedlich gestalteter Formen von Quartiersmanagement in Deutschland ist die Information und Beteiligung der Anwohner sowie die Aktivierung von Engagement für den Stadtteil.

## Theorie

### Ausgangslage
Aufgrund vielfacher Ursachen wie z. B. regionaler wirtschaftlicher Schwächen, hoher Zuwanderungen sozial benachteiligter Schichten oder Überalterungen im Wohnungsbestand verschlechtern sich die sozialen Strukturen in einigen Stadtteilen. Die sozialen Unterschiede zwischen den Stadtteilen verstärken sich. Es kommt zu Verdrängungseffekten: Gentrifizierung und sozial-räumlicher Segregation.
Vor diesem Hintergrund waren frühere Strategien der Stadterneuerung, mit vornehmlich baulich-räumlicher und investitiver Zielsetzung, nicht optimal wirksam.
Die komplexe Problemlage in den sich herausbildenden überforderten Nachbarschaften und Vierteln, gekennzeichnet durch niedrige Einkommen, hohe Arbeitslosigkeit, schlechte Bausubstanz, einen Mangel an Nachbarschaftshilfe, lässt sich – so die Annahme – nur mit einem integrativen Ansatz lösen. Eine Lösungsstrategie bedarf des Zusammenwirkens von sozialer Arbeit, Wirtschaftsförderung, Stadtplanung, Bildungs- und Kulturarbeit.

### Kerngedanken

#### Integration von Akteuren und Zielen
Das Instrument Quartiersmanagement zeichnet sich zum einen durch die Zusammenführung der Akteure aus den verschiedenen Bereichen der Verwaltung, der lokalen Politik, der privaten Wirtschaft, der lokalen Vereine und der nicht organisierten Anwohner aus. Die Zielsetzung ist zum anderen eine Integration der unterschiedlichen Aspekte von Wirtschaftsförderung, sozialer Befähigung und baulicher Stadtteilentwicklung.

#### Befähigung statt Betreuung
Eine weitere Aufgabe des Quartiersmanagements soll dazu führen, dass die Bewohner der Stadtteile  an dem Verbesserungsprozess aktiv teilnehmen. Es geht dabei um die Anregung zur Selbsthilfe (Empowerment). Die Entwicklung von Verantwortung für das eigene Stadtquartier sollte langfristig gestärkt und selbsttragende Bewohnerorganisationen geschaffen werden.

## Praxis

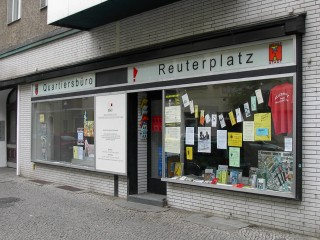
Stadtteilbüro des Berliner Quartiersmanagements Reuterplatz

Um der integrativen Zielsetzung und dem Wandel von der Betreuung zur Befähigung gerecht zu werden, sind unterschiedliche Mittel Bestandteil des Quartiersmanagement-Konzeptes.
- Die zentrale Steuerung erfolgt durch einen von der Gemeinde eingesetzten Quartiersmanager. Dieser sorgt für die Umsetzung bei der Planung und Durchführung und ggfls. der Fördermittel, soweit das nicht ein Sanierungsbeauftragter bzw. Sanierungsträger vornimmt. Er hat aber auch die Aufgabe, Fördermöglichkeiten vor Ort zu eröffnen.
- Meist gibt es ein Quartiers- bzw. Stadtteilbüro, das zum einen die administrative Infrastruktur für das Quartiersmanagement bereitstellt, andererseits aber auch Anlauf- und Versammlungspunkt für Bürgerorganisationen sein kann.
- Ein wichtiger Bestandteil ist ein sogenannter Quartiersfonds, ein Fördertopf, aus dem kurzfristige und kleinteilige Maßnahmen im Stadtviertel finanziert werden können (Verschönerungsaktionen, Hoffeste, Spielplatzbau). Über die Verteilung dieser Gelder entscheidet meist eine Bürgerjury zusammengesetzt aus Anwohnern unter Leitung des beauftragten Quartiersmanagements.

## Kritik
Laut Gentrifizierungsforscher Andrej Holm nutzen vor allem gebildete Mittelschichten die Gremien und Partizipationsinstrumente. Durch den Fokus der Quartiersmanager auf Kreativwirtschaft und Dienstleister unterstützt diese aktiv die Verdrängung von Kleinbetrieben und für bürgerliches Empfinden unerwünschte Wirtschaftsstruktur wie etwa Sexshops. Insgesamt ist so das Instrument in weiten Teilen als Motor der allgemeinen Gentrifizierung auszumachen.
Die Hedonistische Internationale gründete Anfang der 2020er das „Quartiersmanagement Grunewald“, um mit teils satirischen Parolen auf die Vereinzelung, Paternalismus und soziale Ungleichheit im gleichnamigen Berliner Villenviertel sowie des Konzepts als solchem aufmerksam zu machen. Das Bündnis ist unter anderem Anmelder entsprechender Demonstrationen zum jährlichen Tag der Arbeit.

## Geschichte
In der Bundesrepublik fand schon ab den 1970er bis 1990er Jahren in  Stadtteilen in z. B. Berlin, Hamburg und Bremen im Rahmen der Städtebauförderung in besonders betroffenen Stadtquartieren oder Ortsteilen ein Quartiersmanagement Anwendung. In einigen anderen europäischen Ländern gibt es seit den 1980er Jahren ebenfalls diese Formen der integrierten Stadtteilentwicklung, so in den Niederlanden (Quartiersfonds seit 1985) oder in Großbritannien (New Deal seit 1997).
Angeregt durch den Gedanken der sozialen Nachhaltigkeit aus der Agenda 21 kam es in der Stadtentwicklung zu einer Weiterentwicklung der Förderpraxis, bei der das Instrument des Quartiersmanagement häufiger eingesetzt wurde. In den Ländern, vor allem zuerst in den Stadtstaaten, entstanden bereits Anfang der 1990er Jahre diese  Förderstrategien. In Bremen gab es seit 1992 das Programm Wohnen in Nachbarschaft (Win), in Hamburg wurde mit dem Armutsbekämpfungsprogramm in vergleichbarer Weise ein neuer Weg bestritten, in Nordrhein-Westfalen wurde 1996 ein Programm Stadtteile mit besonderem Entwicklungsbedarf aufgelegt; andere Bundesländer (Hessen, Berlin) folgten. Zur gleichen Zeit wurde auf der Ministerkonferenz der ARGEBAU am 20. Oktober 1996 die bundesweite Initiative Soziale Stadt ins Leben gerufen. Daraus ging dann 1999 das Bund-Länder-Programm (Fördermöglichkeit nach Art. 104a Abs. 4 GG (neuerdings Art. 104b GG)) unter dem Titel Stadtteile mit besonderem Entwicklungsbedarf – Die soziale Stadt, kurz Soziale Stadt, hervor. Das Fördervolumen betrug 2001 insgesamt 220 Millionen Euro.